# Romeo × Juliet
Romeo × Juliet (ロミオ×ジュリエット Romio × Jurietto?) es una serie de anime dirigido por Fumitoshi Oizaki, basado libremente en Romeo y Julieta, la obra de teatro clásica de William Shakespeare, junto con numerosas referencias y personajes de otras obras de Shakespeare. Aunque el anime toma prestado principalmente de la historia de Shakespeare, la adaptación al manga difiere mucho del original.
Romeo × Juliet se estrenó el 4 de abril de 2007 por la cadena CBC hasta el 26 de septiembre de 2007. En 2009, fue lanzado y doblado al inglés por Funimation.

## Argumento
Una noche, en el continente de "Neo Verona", Laertes Montesco, quien quería hacerse con el poder y obtener venganza por un oscuro secreto, realizó un ataque contra la familia real de Neo Verona, los Capuleto. Asesinó a los reyes aquella noche, pero Julieta, la pequeña hija del matrimonio, y junto con su doncella y mejor amiga Cordelia, consiguieron escapar gracias a la ayuda de un súbdito leal a Capuleto, el capitán Conrad.
Han pasado ya catorce años, y Julieta, escondida en una casa adyacente dentro del teatro de un dramaturgo llamado William Shakespeare, tiene que mantener su identidad oculta para salvar su vida. Muy a su pesar, ella se hace pasar por Odin, un ingenuo extra y tramoyista del teatro que a su vez es el Torbellino Rojo, el salvador de Neo Verona.
Cuando los policías de Neo Verona atrapan a una chica debido a los crecientes rumores que apuntan a la existencia de una sobreviviente de la casa Capuleto, el Torbellino rojo sale al rescate y es perseguido por los guardias de palacio. Justo en el momento en que cae por un precipicio, es salvado por un joven noble que cabalga un pegaso, Romeo.
Más tarde Emilia, la más popular actriz del teatro de William, convence a Odin para ir a la fiesta que organiza el Duque Montesco y, para que sea más fácil colarle entre los nobles, le viste como mujer. Allí en la fiesta, empieza a recordar su pasado y decide irse al jardín a tomar un poco el aire y es donde se encuentra al noble que la había salvado y del cual se había quedado prendada, Romeo.
Durante todo el tiempo que ha vivido en el teatro, Julieta se ha preguntado por qué tiene que vestirse de hombre y permanecer escondida, pero nadie le da respuestas. Entonces, la mañana de su cumpleaños número 16, Julieta, vestida de mujer, visita un terreno abandonado donde crecen hermosos lirios. Al llegar, se topa con Romeo, quien le pregunta su nombre y le ofrece una flor, pidiéndole que se encuentren en el mismo lugar al día siguiente. 
Esa noche, ante la tumba de su familia, el secreto le es revelado mientras todos aquellos que permanecieron leales a la casa Capuleto reiteran sus votos y le entregan a Julieta la espada con el emblema de su familia; de esta manera da inicio la lucha por derrocar el gobierno ilegítimo del Duque Montesco. 
Sin embargo, Julieta solo tiene en la cabeza al joven noble del que se ha enamorado, pero su amiga Cordelia le hace prometer que nunca más se volverían a ver y Julieta no puede ir a verle donde habían quedado.
Fue entonces cuando Lancelot, el médico que suele curar las heridas del Torbellino Rojo y esconderle en su casa, es encarcelado, y el Torbellino rojo se adentra en el palacio para salvarle de una muerte segura. Cuando los guardias casi los habían atrapado en las murallas, entra en escena Romeo, que los salva, fingiendo una caída al foso de agua que rodea el castillo.
Julieta, aunque siempre oculta su identidad, está contenta porque Romeo los salvó, y le agradece esta vez. Pero ambos son juguetes del destino y fue ahí donde se entera de que ella, Julieta Fiammatto Asto Capuleto, está enamorada de Romeo Candorebantoe Montesco, su enemigo.
En esos días, el Duque empieza a considerar como un gran peligro la presencia del "Torbellino Rojo" por lo cual inicia una ardua búsqueda por todo el pueblo, ofreciendo recompensas, reduciendo las raciones de alimento y encarcelando a cualquiera que le pareciera sospechoso. Sin embargo, el héroe no aparece. Finalmente, como último recurso, la policía amenaza con quemar en la plaza del pueblo a todos los prisioneros a menos que el verdadero torbellino aparezca. 
Ante el peligro, Julieta trata de ir al rescate pero es detenida por sus amigos y guardaespaldas, Curio y Francisco; en su lugar, es el médico Lancelot quien, disfrazado del "Torbellino Rojo" se presenta en la plaza para salvar a los aldeanos. Herido por una flecha perdida, finalmente le prende fuego a la pila de leña sobre la que está parado, no sin antes dirigirle palabras de esperanza a Julieta, pidiéndole que le traiga un futuro a Neo Verona.

## Personajes

### Principales
Julieta Fiammatto Asto Capuleto (ジュリエット Jurietto?)
Seiyū: Fumie Mizusawa
Al principio de la serie tiene 15 años, pero en poco tiempo cumple los 16. Es la hija de los antiguos duques de Neo Verona, única superviviente del golpe de estado que dio Montesco. Se oculta en el teatro de Neo Verona bajo la apariencia de un chico, Odin y este, a su vez, es El Torbellino Rojo, el salvador de la ciudad, quien deshace los planes de los guardias y ayuda en todo a la gente. Está enamorada de Romeo, desde que le salvó la vida. Es una chica animada y buena con la espada, aunque nunca haya matado a nadie. Ella y Romeo se enamoran y se casan, fallece para salvar a Neo Verona y para pasar la eternidad con Romeo.
Romeo Candorebantoe Montesco (ロミオ Romio?)
Seiyū: Takahiro Mizushima
Tiene 16 años. Es hijo del Duque Montesco y sucesor al trono de Neo Verona. Es un chico obediente, justo y bueno, pero completamente desconectado de la realidad de Neo Verona hasta que conoce a Julieta. Como noble monta a un pegaso (Ryōma) llamado Cielo. Está obligado a casarse con la joven Hermione, pero está completamente enamorado de Julieta. Una vez que la conoce se preocupa por la fechorías de su padre y niega ser un Montesco. Se casa con Julieta y muere para salvarla. En la historia se reconocen los juviolos del amor de Romeo y Julieta y su ardiente pasión que terminó en una gran tragedia de amor.

### Casa Capuleto
Conrad (コンラッド Konraddo?)
Seiyū: Katsuhisa Kouki
Ex-capitán de la casa de Capuleto, es quien salvó a Julieta y Cordelia cuando eran pequeñas, también es el jefe de la rebelión y la persona que cuida de Julieta, se preocupa mucho por ella y la admira al momento en que ella toma la espada que pertenece a los Capuleto.
Cordelia (コーディリア Kōdiria?)
Seiyū: Miyu Matsuki
Es la mejor amiga de Julieta, gracias a ella está viva porque la puso a salvo hasta que las salvaron a ambas. Está muy preocupada por Julieta y no quiere verla sufrir, por ello le hace prometer que nunca más vería al noble del que se enamoró. Luego que el Duque Montesco tratara de matar a la familia del alcalde, Cordelia tiene que enseñarle a Benvolio como hacer las cosas que antes no hacían, al final se termina enamorando de Benvolio, se casa con él y tienen un hijo.
Antonio (アントニオ Antonio?)
Seiyū: Ryō Hirohashi
Nieto de Conrad, apoya a los Capuleto y siempre está ahí para dar noticias o ayudar en las trepidantes aventuras del Torbellino Rojo, es un niño animado y valiente.
Curio (キュリオ Kyurio?)
Seiyū: Kōsuke Toriumi
Amigo del arquero Francisco, experto espadachín y profesor de Julieta. Perdió un ojo cuando era muy joven al enfrentarse con la guardia, es algo serio, pero entregado a su causa. Él oculta sus sentimientos por Julieta.
Francisco (フランシスコ Furanshisuko?)
Seiyū: Hirofumi Nojima
Amigo de la infancia de Curio, es el más intelectual del dúo y un maestro en el tiro con arco, es atractivo para todas las mujeres pero "no está enamorado de nadie". Las mujeres están detrás de él y también oculta sus sentimientos por Julieta.
Lord Capuleto (キャピュレット Kyapyuretto?)
Seiyū: Satoshi Taki
El fallecido padre de Julieta. Era un hombre entregado a su trabajo y Neo Verona vivía en paz bajo su mandato.

### Casa Montesco
Duque Laertes Banto Montesco (モンタギュー Montagyū?)
Seiyū: Kōji Ishii
Es quien gobierna ahora la ciudad. Es una persona que solo deseaba que le mostraran amor y es por eso que exprime al pueblo hasta el límite, es el padre de Romeo. De origen humilde, desde muy niño ha odiado al clan Capuleto por traicionar a su madre (una bella prostituta que murió cuando él era pequeño) y luego abusar de él, siendo ésta la razón por la cual escaló su camino en la jerarquía Montesco. Mató a la familia de Julieta y se hizo del poder.
Benvolio (ペンヴォーリオ Penvōrio?)
Seiyū: Shinnosuke Tachibana
Es el mejor amigo de Romeo, es el hijo del alcalde de Neo Verona, no le gusta mucho mezclarse con el pueblo y tampoco le gusta la manera de pensar de su amigo. Luego de que su familia sea casi asesinada por los Montesco y rescatada por Julieta y los demás, se esconde entre el pueblo y simpatiza más con la causa Capuleto, uniéndose al grupo de Julieta. Se casa con Cordelia (le enseñó todo lo que él no hacía) y tienen un hijo.
Mercucio (マキューシオ Makyūshio?)
Seiyū: Tetsuya Kakihara
Es el ambicioso, inteligente y sarcástico primo de Romeo. Hijo de Titus y distanciado de su padre, quiere hacerse con el poder de la casa de los Montesco.
Portia Clemenza di Ebe (ポーシア Pōshia?)
Seiyū: Aya Hisakawa
Es la bella madre de Romeo. Para expresar su desacuerdo y rebeldía contra su amargado y cruel marido, ella dejó a su hijo para retirarse a un convento de Neo Verona, pero no por ello no dejó de querer a Romeo, que está presente en todas sus oraciones y siempre le recibe con una sonrisa cuando él la visita. Inteligente, culta y valerosa, ella es la primera en identificar a Julieta como la hija de los Capuleto.
Ofelia (オフェリア Oufelia?)
Seiyū: Junko Iwao
Es una misteriosa mujer que cuida de Escalus el árbol que mantiene a Neo Verona en el aire, Montesco la llama su “Jardinera” en un flashback se ve junto al padre de Julieta con la misma apariencia actual, dando a entender que quizás sea inmortal. 
Titus (タイタス Taitasu?)
Seiyū: Jin Urayama
Es el padre de Mercucio y es pariente de Montesco. Le gustan los cotilleos y el buen vino. Tras aceptar que el Duque Montesco adopte a Mercucio, pierde la vida a manos de su líder.
Vittorio (グィシトーリオ Guishitorio?)
Seiyū: Eiji Miyashita
Es el padre de Benvolio, el alcalde de Neo Verona. No está de acuerdo con el pensamiento del Duque Montesco, ya que él ve cómo la gente se hunde en la miseria; por ello, es despojado de su poder y luego casi es víctima de una conspiración por parte de su exjefe.

### Otros personajes
Hermione (ハーマイオニ Hāmaioni?)
Seiyū: Sayaka Ohara
Es una joven noble de la casa de Borromeo, que por motivos políticos se compromete con Romeo; está sinceramente enamorada de él, pero sus sentimientos no son correspondidos. De a poco se entera de los sentimientos de Romeo por Julieta, y al principio cree que Julieta está jugando con el amor de Romeo para usarlo en sus planes, pero después de enfrentar a Julieta, se da cuenta de que es sincera y renuncia definitivamente a Romeo su compromiso para casarse con él.
Teobaldo (ティボルト Tiboruto?)
Seiyū: Ryōtarō Okiayu
Espadachín misterioso que está de parte de la rebelión contra el clan Montesco. Se revela luego de que es el hijo no reconocido del Duque Montesco, medio-hermano de Romeo; su madre era una Capuleto a quien Duque Montesco utilizó para sus planes. Es serio, tiene espías por todo Neo Verona, tiene como una preocupación por Julieta.
Emilia (エミリア Emiria?)
Seiyū: Ayako Kawasumi
Actriz del teatro, coqueta y popular. Es la amiga que convence a Odín a ir a la fiesta de Montesco vestido como mujer, no sabe la verdadera identidad de Julieta hasta que William se lo revela.
William Shakespeare  (ウィリアム Wiriamu?)
Seiyū: Kazuhiko Inoue
Un dramaturgo que a pesar de la genialidad de sus obras como Otelo, no es bien recibido por las masas, ya que sus tramas no son fáciles de entender. No es puntual al entregar las escenas que debe dar a sus actores y se pasa la vida regañando a la compañía del teatro. Este personaje en la historia es una caricatura del verdadero William Shakespeare y en la historia, hay muchísimas alusiones sobre otras obras suyas. Su madre es Ariel, la líder del clan Farnese; ella da cobijo a Julieta y la esconde en una casa oculta entre los muros del teatro. Willy sabe de la identidad de Julieta, y cree (no muy equivocado) que su historia puede ser convertida en el mejor melodrama de todos los tiempos.
Ariel (エアリエル Earieru?)
Seiyū: Yoshino Ohtori
Es la cabeza de familia de la casa Farnese, la madre de William Shakespeare y dueña de su teatro. Es amiga de Conrad y sabe el secreto sobre la verdadera identidad de Julieta.
Lancelot (ランスロット Ransurotto?)
Seiyū: Keiji Fujiwara
Doctor de Neo Verona, tiene una esposa y dos hijas. Hace todo lo que puede por el pueblo regalando comida. Es partidario del Torbellino Rojo, cuyas heridas cura tras cada encuentro con los guardias. Muere sacrificándose su vida, por hacerse pasar por el Torbellino Rojo.
Escala (スケール?)
Diosa de Neo Verona, mantiene al continente flotando, mata a Romeo y escucha la plegaria de Julieta mientras ella le ofrece su vida.

## Terminología
Neo Verona (ネオ・ヴェローナ Neo Verōna?)
Ciudad flotante, donde se realiza la historia.
Ryōma
Un caballo alado, con cola de dragón, similar a un Pegaso. Son capaces de transportar a personas en su parte posterior y manejada usando las riendas de la misma manera que un caballo. Más que un medio de transporte, los Ryōma se pueden considerar un símbolo de estado, pues no son algo que la gente común puede poseer, y solo la aristocracia tiene ese privilegio.
Taiki Escalus (大樹エスカラス Taiki Esukarasu?)
Es un árbol mágico, la única baza del Duque Montesco. Escalus en la obra original de William Shakespeare es el príncipe de Verona que tiene que perseverar la calma de la ciudad pero las casas de Capuleto y Montesco violan su ley.

## Episodios
| Episodio                    | Título                    | Título                      | Título                          | Título                                                      | Título                                                 |
| Episodio                    | Kana/kanji                | Italiano                    | Rōmaji                          | Inglés                                                      | Español                                                |
| 01 4 de abril de 2007       | ふたり〜出会わなければ〜  | Destino~                    | Futari ~Deawana kareba~         | Two People ~When They Met~                                  | Destino -Juntos Nosotros Dos ~Cuando nos encontramos~  |
| 02 11 de abril de 2007      | 約束〜思ひ出の香り〜      | Il Segreto~                 | Yakusoku ~Omohide no Kaori~     | Secret ~The Fragrance of Memory~                            | El secreto -Secreto ~La Fragancia de la Memoria~       |
| 03 18 de abril de 2007      | 恋心 〜残酷な悪戯〜       | Attrazione~                 | Koigokoro ~Zankokuna Itazura~   | Atraction ~Cruel Mischief~                                  | Atracción -Atracción ~Travesura Cruel~                 |
| 04 25 de abril de 2007      | 恥じらい 〜雨に打たれて〜 | Una Tímida Fanciulla~       | Hajirai ~Ame ni Utarete~        | Shyness ~Beaten Down by the Rain~                           | Una Doncella Tímida -Timidez ~Hundido por la Lluvia~   |
| 05 2 de mayo de 2007        | 旋風 ～燃ゆる覚悟～       | Si alza il vento~           | Kaze ~Moyuru Kakugo~            | Whirlwind ~A Burning Determination~                         | Se Alza el Viento -Torbellino ~Ardiente Determinación~ |
| 06 9 de mayo de 2007        | 希望 ～託された明日～     | ~ Speranza                  | Kibō ~Takusareta Ashita~        | Hope ~The Entrusted Tomorrow~                               | Esperanza -Esperanza ~El mañana en tus manos~          |
| 07 16 de mayo de 2007       | ぬくもり ～今だけは       | ~ Il toco delle tue mani    | Nukumori ~Ima dake wa~          | Warmth ~Just For Now~                                       | El Toco de tus Manos -Calor ~El toque de tus manos~    |
| 08 23 de mayo de 2007       | 甘え ～正義とは～         | ~ La via piu facile         | Amae ~Seigi to wa~              | Indulgence ~Justice is~                                     | La Vía más Fácil -Indulgencia ~El camino más fácil~    |
| 09 30 de mayo de 2007       | 決起 ～断ち切る迷い～     | ~ L'incrocio                | Kekki ~Tachikiru Mayoi~         | Uprising ~Severing Confusion~                               | El Cruce -Revuelta ~Confusión Severa~                  |
| 10 6 de junio de 2007       | 泪 ~貴方と逢えて～        | Lacrime                     | Namida ~Anata to Aete~          | Tears ~Being Able to Meet You~                              | Lágrimas -Lágrimas ~Haberte conocido~                  |
| 11 13 de junio de 2007      | 誓 ～朝陽の祝福～         | Il giuramento               | Chikai ~Asahi no Shukufuku~     | "Vow" The Oath ~The Morning Sun's Blessing~                 | El Juramento -Voto ~La bendición de la soleada mañana~ |
| 12 20 de junio de 2007      | 安息 ～このままで～       | ~ Un Porto Sicuro           | Ansoku ~Kono Mama de~           | Rest ~Safe Harbor~ Just as we Are                           | Un Puerto Seguro -Descanso ~Tal como somos~            |
| 13 27 de junio de 2007      | 脈動～導かれて～          | ~ Il Batitto Vitale         | Myakudō ~Michibikarete~         | Pulsebeat ~The vital Heartbeat~ Guided                      | El Latido Vital -Latido de Corazón Vital ~Guiado~      |
| 14 4 de julio de 2007       | 重責～この腕の中で～      | ~ La Sfida                  | Jūseki ~Kono Ude no Naka de~    | Burden of Duty ~The Challenge~ In these Arms                | El Desafío -El Peso del Deber ~En estos brazos~        |
| 15 11 de julio de 2007      | 自我～進むべく道～        | ~ L' alba dei cambiamenti   | Jiga ~Susumu beku Michi~        | "Self" The Dawn of Change ~The Road that I Must Advance on~ | El Alba del Cambio -Uno mismo ~El camino a tomar~      |
| 16 18 de julio de 2007      |                           | ~ Lontano dall' amat        | Hitori ~itoshikute~             | Alone ~Loving you~                                          | Sola ~Amándote~                                        |
| 17 25 de julio de 2007      |                           | ~ Il passato sepolto        | Boku ~ Shikoku no immen~        | Fate in Darkness ~Tyrant~                                   | Un destino envuelto en oscuridad ~Tirano~              |
| 18 1 de agosto de 2007      |                           | ~ Volonta                   | Kokoro sashi ~Soresore no mune~ | In everybody's heart ~Aspiration~                           | En cada corazón ~Aspiración~                           |
| 19 8 de agosto de 2007      |                           | ~ Il vento della speranza   | Keshou ~Ware kosou wa~          | If somedoby can, we can ~Inheritance~                       | Si alguien puede, nosotros podemos ~Herencia~          |
| 20 29 de agosto de 2007     |                           | ~ Tenuti al devore          | Shime ~Yuri ni naru ippo~       | Firm step ~mission~                                         | A paso firme ~Misión~                                  |
| 21 5 de septiembre de 2007  |                           | ~ Da Morire                 | Okite ~ Megami no hoyou~        | The godness hug ~Law~                                       | El abrazo de la diosa ~Ley~                            |
| 22 12 de septiembre de 2007 |                           | ~ La fine della rivoluzione | Yubaku ~ Araburu gekishou       | The frenzy mad ~curse~                                      | Loco frenesí ~Maldición~                               |
| 23 19 de septiembre de 2007 |                           | ~ Per il mio amore          | Mebuki ~Shino kuchisuki~        | The death kiss ~Germination~                                | El beso de la muerte ~Germinación~                     |
| 24 26 de septiembre de 2007 |                           | ~ Un nuovo mondo            | Inori ~Kimi no iru sekai~       | A world with you ~Promise~                                  | Un mundo donde estás presente ~Oración~                |

## Personal
- Autor: William Shakespeare
- Trabajo Original: Gonzo, SKY Perfect Wellthink
- Director: Fumitoshi Oizaki
- Composición de series: Reiko Yoshida
- Guion: Natsuko Takahashi, Kurasumi Sunayama, Miharu Hirami
- Diseño de Personajes: Daiki Harada
- Producción de Diseños: Jun Takagi
- Director de Dibujo: Masami Saitō
- Diseño de Color: Toshie Suzuki
- Director de Sonido: Tomohiro Yoshida
- Música: Hitoshi Sakimoto
- Supervisor de Sonido: Junichi Satō
- Productor Asociado: Tōyō Ikeda
- Director de Fotogrsfía: Naoki Kitamura
- Edición: Seiji Hirose
- Efectos Especiales: Inoieshin
- Fondos: Tezuka Production, Ogura Kōbō, Kosumosuātsu
- Asistente de Fotografía: Tīzurabo, w-sky, Toransuātsu
- Director 3DCGI: Hidemitsu Shiono
- Edición En línea: Kyū Tech
- Orquesta de Música: Eminence
- Director de Orquesta: Philip Chu
- Sonidos Especiales: Hidemi Tanaka
- Estudio de Audio: Studio Gong
- Producción de Sonido: Gakuonsha
- Mánager de Producción de Sonido: Yoshimi Sugiyama
- Programa de Publicidad: Kazuyo Shigematsu (CBC)
- Traducción de Italiano: Francesca Sarzello

Coordination: Goo, Onsen 
Producción de Animación: Gonzo 
Producción: Chubu-Nippon Broadcasting, SKY Perfect Wellthink, GDH

## Música
BGM
Romeo x Juliet Original Soundtrack
- Composición: Hitoshi Sakimoto

Opening (Tema de Apertura):
Inori~You Raise Me Up～ (祈り～You Raise Me Up～?)
- Interpretado por: Lena Park
- Letra Original: Brendan Graham
- Composición Original: Rolf Løvland
- Letra: Kaito Okachimachi
- Arreglos: Masayuki Sakamoto, Satoshi Takebe

Ending (Temas de Cierre):
Cyclone (サイクロン Saikuron?)
- Interpretado por: 12012 (|イチニーゼロイチニ|Ichi Ni Zero Ichi Ni}}
- Letra: Wataru Miyawaki
- Composición: Hiroaki Sakai
- Arreglos: 12012
- Episodios: 1-14

Good Bye, Yesterday (Adiós, Ayer)
- Interpretado por: Mizrock
- Letra: Mizrock
- Composición: Sandra Nurdstrom, Thomas Wohnl
- Arreglos: Tomoki Ishizuka
- Episodios: 15-23

You Raise Me Up
- Interpretado por Lena Park
- Versión original en inglés
- Episodio: 24 (final)